# Khí nhà kính

Hiệu ứng nhà kính của bức xạ Mặt Trời trên bề mặt Trái Đất do phát thải khí nhà kính.

Khí nhà kính (đôi khi viết tắt là KNK; tiếng Anh: greenhouse gas (GHG hoặc GhG)) là một loại khí hấp thụ và phát ra năng lượng bức xạ ở bước sóng nhiệt hồng ngoại, gây ra hiệu ứng nhà kính. Các khí nhà kính chính trong bầu khí quyển của Trái Đất bao gồm: hơi nước, carbon dioxide (CO2), methan (CH4), dinitơ monoxide (N2O), ozon (O3) và các khí CFC. Nếu không có khí nhà kính, nhiệt độ trung bình của bề mặt Trái Đất sẽ vào khoảng −18 °C (0 °F), thay vì mức trung bình hiện tại là 15 °C (59 °F). Trong hệ Mặt Trời, bầu khí quyển của Sao Kim, Sao Hỏa và Titan cũng chứa khí nhà kính.
Các hoạt động của con người kể từ khi bắt đầu Cách mạng công nghiệp (khoảng năm 1750) đã làm tăng 45% nồng độ carbon dioxide trong khí quyển, từ 280 ppm vào năm 1750 lên 415 ppm vào năm 2019. Lần cuối cùng nồng độ carbon dioxide trong khí quyển cao như vậy là hơn 3 triệu năm trước. Sự gia tăng này vẫn đã xảy ra mặc dù đã hấp thụ hơn một nửa lượng khí thải bởi các "bể chìm" tự nhiên khác nhau liên quan đến chu trình carbon. Phần lớn lượng khí thải carbon dioxide do con người thải ra từ quá trình đốt nhiên liệu hóa thạch, chủ yếu là than, dầu và khí tự nhiên, cộng với việc phá rừng, thay đổi sử dụng đất, xói mòn đất và nông nghiệp (bao gồm cả chăn nuôi). Nguồn thải khí methan do con người gây ra hàng đầu là nông nghiệp chăn nuôi, tiếp theo là phát thải từ khí đốt, dầu mỏ, than đá và các ngành công nghiệp khác, chất thải rắn, nước thải và sản xuất lúa gạo. Trồng lúa truyền thống là nguồn thải KNK lớn thứ hai trong nông nghiệp sau chăn nuôi. Sản xuất lúa gạo truyền thống trên toàn cầu chiếm khoảng 1,5% lượng khí thải gây hiệu ứng nhà kính, tương đương với tất cả lượng khí thải của ngành hàng không.  Nguồn của nó là methan, được tạo ra bởi chất hữu cơ phân hủy dưới nước trong các cánh đồng ngập nước.
Với tốc độ phát thải hiện tại, nhiệt độ có thể tăng thêm 2 °C (3,6 °F), mức mà Ủy ban liên chính phủ về biến đổi khí hậu (IPCC) của Liên Hợp Quốc đã chỉ định để tránh mức "nguy hiểm", vào năm 2036.

## Các loại khí trong bầu khí quyển của Trái Đất

### Khí không gây hiệu ứng nhà kính
Thành phần chính của khí quyển Trái Đất là nitơ (N2) (78%), oxy (O2) (21%), và argon (Ar) (0.9%), không phải là khí nhà kính vì các phân tử có chứa hai nguyên tử của cùng một nguyên tố như N2 và O2 không có sự thay đổi về sự phân bố các điện tích của chúng khi chúng dao động, và các chất khí đơn thể như Ar không có chế độ dao động. Do đó chúng hầu như hoàn toàn không bị ảnh hưởng bởi bức xạ hồng ngoại. Một số phân tử chỉ chứa hai nguyên tử của các nguyên tố khác nhau, chẳng hạn như carbon monoxide (CO) và hydro chloride (HCl), hấp thụ bức xạ hồng ngoại, nhưng những phân tử này tồn tại rất ngắn trong khí quyển do khả năng phản ứng hoặc độ hòa tan của chúng. Do đó, chúng không đóng góp đáng kể vào hiệu ứng nhà kính và thường bị bỏ qua khi thảo luận về khí nhà kính.

### Khí nhà kính
Khí nhà kính là những khí hấp thụ và phát ra bức xạ hồng ngoại trong dải bước sóng do Trái Đất phát ra. Carbon dioxide (0,04%), dinitơ monoxide, methan và ozon là những khí vi lượng chiếm gần 1/10 của 1% bầu khí quyển Trái Đất và có hiệu ứng nhà kính đáng kể. (Xem thêm: Ấm lên toàn cầu và Carbon dioxide trong khí quyển Trái Đất).
Tỷ lệ phần trăm các khí gây hiệu ứng nhà kính:
| Khí                       | Công thức           | Tỷ lệ đóng góp (%) |
| ------------------------- | ------------------- | ------------------ |
| Hơi nước                  | H2O                 | 49 – 71%           |
| Carbon dioxide            | CO2                 | 22 – 29%           |
| Methan và dinitơ monoxide | CH4 + N2O           | 4 – 8%             |
| Ozon                      | O3                  | 7 – 10%            |
| Chlorofluorocarbon        | CFC                 |                    |
| Hydrofluorocarbon         | bao gồm HCFC và HFC |                    |

Ngoài ra còn có các khí sulfur hexaflorua, hydrofluorocarbon và perfluorocarbon.
Nồng độ trong khí quyển được xác định bởi sự cân bằng giữa các nguồn (phát thải khí từ các hoạt động của con người và các hệ thống tự nhiên) và chìm (loại bỏ khí khỏi khí quyển bằng cách chuyển đổi thành một hợp chất hóa học khác hoặc sự hấp thụ của các khối nước). Tỷ lệ phát xạ còn lại trong khí quyển sau một thời gian xác định là "phần trong không khí" (AF). Phần trong không khí hàng năm là tỷ lệ giữa sự gia tăng khí quyển trong một năm nhất định với tổng lượng khí thải của năm đó. Tính đến năm 2006, phần CO2 trong không khí hàng năm là khoảng 0,45. Tỷ lệ phần trăm trong không khí hàng năm tăng với tốc độ 0,25 ± 0,21% mỗi năm trong giai đoạn 1959–2006.
Tỷ lệ phần trăm các hoạt động của loài người đối với sự làm tăng nhiệt độ Trái Đất:
- Sử dụng năng lượng:50%
- Công nghiệp: 24%
- Nông nghiệp:13%
- Phá rừng: 14%

### Hiệu ứng bức xạ gián tiếp
Một số khí có hiệu ứng bức xạ gián tiếp (cho dù bản thân chúng có phải là khí nhà kính hay không). Điều này xảy ra theo hai cách chính. Một là khi chúng phân hủy trong khí quyển, tạo ra một khí nhà kính khác. Ví dụ, methan và carbon monoxide (CO) bị oxy hóa để tạo ra carbon dioxide (và quá trình oxy hóa methan cũng tạo ra hơi nước). Quá trình oxy hóa CO thành CO2 trực tiếp tạo ra sự gia tăng bức xạ rõ ràng mặc dù lý do là rất nhỏ. Đỉnh của bức xạ nhiệt IR từ bề mặt Trái Đất rất gần với dải hấp thụ dao động mạnh của CO2  (bước sóng 15 micron, hoặc số sóng 667 cm−1) Mặt khác, dải dao động CO đơn lẻ chỉ hấp thụ IR ở các bước sóng ngắn hơn nhiều (4,7 micrômét, hay 2145 cm−1), nơi phát ra năng lượng bức xạ từ bề mặt Trái Đất thấp hơn ít nhất một hệ số. Quá trình oxy hóa methan thành CO2, yêu cầu phản ứng với gốc OH, tạo ra sự giảm ngay lập tức sự hấp thụ và phát xạ bức xạ vì CO2 là khí nhà kính yếu hơn methan. Tuy nhiên, sự oxy hóa CO và CH4 được quấn vào nhau vì cả hai đều tiêu thụ các gốc OH. Trong mọi trường hợp, việc tính toán tổng hiệu ứng bức xạ bao gồm cả trực tiếp và gián tiếp một cách ép buộc.
Loại hiệu ứng gián tiếp thứ hai xảy ra khi các phản ứng hóa học trong khí quyển liên quan đến các khí này làm thay đổi nồng độ của các khí nhà kính. Ví dụ, sự phá hủy các hợp chất hữu cơ bay hơi không methan (NMVOC) trong khí quyển có thể tạo ra ozon. Kích thước của hiệu ứng gián tiếp có thể phụ thuộc mạnh mẽ vào vị trí và thời điểm phát ra khí.
Methan có tác dụng gián tiếp ngoài việc tạo thành CO2. Hóa chất chính phản ứng với methan trong khí quyển là gốc hydroxyl (OH), do đó càng nhiều methan có nghĩa là nồng độ OH giảm xuống. Một cách hiệu quả, methan làm tăng thời gian tồn tại trong khí quyển của chính nó và do đó tác dụng bức xạ tổng thể của nó. Quá trình oxy hóa methan có thể tạo ra cả ozon và nước; và là nguồn hơi nước chính trong tầng bình lưu thường khô. CO và NMVOC tạo ra CO2 khi chúng bị oxy hóa. Chúng loại bỏ OH khỏi khí quyển, dẫn đến nồng độ khí methan cao hơn. Đáng ngạc nhiên của điều này là khả năng nóng lên toàn cầu của CO gấp ba lần so với CO2 Quá trình chuyển đổi NMVOCs thành carbon dioxide tương tự cũng có thể dẫn đến sự hình thành ozon ở tầng đối lưu. Halocarbon có ảnh hưởng gián tiếp vì chúng phá hủy ozon ở tầng bình lưu. Cuối cùng, hydro có thể dẫn đến sản xuất ozon và CH4 tăng cũng như tạo ra hơi nước ở tầng bình lưu.

### Sự đóng góp của mây vào hiệu ứng nhà kính của Trái Đất
Không phải khí gây ra hiệu ứng nhà kính trên Trái Đất, các đám mây, cũng hấp thụ và phát ra bức xạ hồng ngoại và do đó có ảnh hưởng đến các đặc tính bức xạ khí nhà kính. Mây là những giọt nước hoặc tinh thể băng lơ lửng trong khí quyển.  Ví dụ, hiệu ứng bức xạ trực tiếp của một khối lượng methan mạnh hơn khoảng 84 lần so với cùng một khối lượng khí carbon dioxide trong khoảng thời gian 20 năm nhưng nồng độ nhỏ hơn nhiều nên tổng hiệu ứng bức xạ trực tiếp của nó cho đến nay đã nhỏ hơn, một phần là do thời gian tồn tại trong khí quyển ngắn hơn trong điều kiện không hấp thụ thêm carbon. Mặt khác, ngoài tác động bức xạ trực tiếp, methan còn có tác động bức xạ gián tiếp lớn vì nó góp phần hình thành ozon. lập luận rằng đóng góp vào biến đổi khí hậu từ khí mê-tan ít nhất là gấp đôi các ước tính trước đây của tác động này.
Khi xếp hạng theo mức độ đóng góp trực tiếp vào hiệu ứng nhà kính, điều quan trọng nhất là:
| Hợp chất        | Công thức | Nồng độ trong khí quyển (ppm) | Tỉ lệ (%) |
| --------------- | --------- | ----------------------------- | --------- |
| Hơi nước và mây | H2O       | 10–50,000(A)                  | 36–72%    |
| Carbon dioxide  | CO2       | ~400                          | 9–26%     |
| Methan          | CH4       | ~1.8                          | 4–9%      |
| Ozon            | O3        | 2–8(B)                        | 3–7%      |

Chú thích:
(A) Hơi nước thay đổi cục bộ mạnh.
(B) Nồng độ trong tầng bình lưu. Khoảng 90% ozon trong bầu khí quyển của Trái Đất nằm ở tầng bình lưu.
Ngoài các khí nhà kính chính được liệt kê ở trên, các khí nhà kính khác bao gồm lưu huỳnh hexaflorua, hydrofluorocarbon và perfluorocarbon. Một số khí nhà kính thường không được liệt kê. Ví dụ, nitơ triflorua có khả năng làm nóng lên toàn cầu cao (GWP) nhưng chỉ hiện diện với số lượng rất nhỏ.

### Tỷ lệ ảnh hưởng trực tiếp tại một thời điểm nhất định
Không thể nói rằng một loại khí nhất định gây ra một tỷ lệ chính xác của hiệu ứng nhà kính. Điều này là do một số chất khí hấp thụ và phát ra bức xạ ở cùng tần số với những chất khí khác, do đó, tổng hiệu ứng nhà kính không chỉ đơn giản là tổng ảnh hưởng của từng loại khí. Các đầu cao hơn của các dải được trích dẫn chỉ dành cho từng khí; các đầu dưới tạo ra sự xen phủ với các khí khác. Ngoài ra, một số khí, chẳng hạn như methan, được biết là có tác động gián tiếp lớn và vẫn đang được định lượng.

### Thời gian ảnh hưởng
Ngoài hơi nước (có thời gian ảnh hưởng khoảng chín ngày), các khí nhà kính chính được trộn đều và mất nhiều năm để thoát ra khỏi khí quyển. Mặc dù không dễ dàng để biết chính xác thời gian các khí nhà kính thoát khỏi bầu khí quyển là bao lâu, nhưng cũng đã có những ước tính cho các khí nhà kính chính. định nghĩa thời gian tồn tại